# Meteorus pseudodimidiatus
Meteorus pseudodimidiatus är en stekelart som beskrevs av Nina M. Zitani 1998. Meteorus pseudodimidiatus ingår i släktet Meteorus och familjen bracksteklar. Inga underarter finns listade i Catalogue of Life.